# ビラ (アンドラ)
ビラ (Vila) は、アンドラの集落のひとつで、教区はアンカムに属している。2015年の時点で人口は1062人であった。

## 遺産
当地には、ロマネスク様式の教会である、ビラのサントロマ教会 (Sant Romà de Vila) が所在している。